# Klamer Becken
Das Klamer Becken ist eine kleine tertiäre Beckenlandschaft des österreichischen Granit- und Gneisplateaus in Oberösterreich im Unteren Mühlviertel im Bezirk Perg mit der Marktgemeinde Klam als namensgebendem Hauptort.

## Geographie
Das Klamer Becken befindet sich in der oberösterreichischen Raumeinheit Südliche Mühlviertler Randlagen, die sich dort mit der Raumeinheit Aist-Naarn-Kuppenland verzahnt. Derartige Absenkungen sind entlang geologischer Bruchlinien entstanden und teilweise mit Ablagerungen gefüllt. Sie weisen meist durch die Südausrichtung und Reliefgliederung eine klimatisch begünstigte Lage aus.
Hauptgewässer ist der zum Gewässernetz der Naarn gehörende Klambach samt einigen seiner Zubringerbäche. Das Becken ist ein designiertes Grundwasser-Schongebiet. Der Klambach verlässt die Beckenlandschaft durch die Klamschlucht, bevor er ins Machland und über die Schwemmnaarn in die Donau gelangt.
Die Kirchenlinde in Klam wird von der Oberösterreichischen Landesregierung als Naturdenkmal ausgewiesen.